# Nerax imbuda
Nerax imbuda là một loài ruồi trong họ Asilidae. Nerax imbuda được Curran miêu tả năm 1934. Loài này phân bố ở vùng Tân nhiệt đới.